# Hop Trop
Hop Trop je česká trampská, folková a countryová hudební skupina, která vznikla v roce 1979 a od samého počátku hraje ve stejném složení: Jaroslav Samson Lenk, Ladislav Huberťák Kučera a Jaromír Šroub Vondra. Jedná se o velmi výrazné hudební uskupení, které v České republice patří ke špičce v hudebních žánrech folk a country.
Mezi nejznámější skladby skupiny patří píseň Tři kříže, která prakticky zlidověla.

## Personální složení skupiny
- Jaroslav Lenk – Samson – osmistrunná, dříve devítistrunná kytara, zpěv, hudba i texty
- Ladislav Kučera – Huberťák – kytara, zpěv, hudba i texty
- Jaromír Vondra – Šroub – kontrabas, zpěv

## Diskografie
- LP Koncert pro chmelojedy – písnička: Kláda – Supraphon 1981
- LP Porta '82 – písnička: Překvápko – Supraphon 1983
- LP Porta '83 – písnička: Tak už se škrábu strání – Supraphon 1984
- LP Porta '84 – písnička: Amazonka – Supraphon 1985
- LP Cesty 1 – písničky: Škrábej, Betty, Švorcák, Bláto na botách, Amazonka – Panton 1984
- LP Porta 85 – písnička: Lodníkův lament – Supraphon 1985
- LP Panton na Portě – písnička: Nehrálo se o ceny – Panton 1985
- LP Porta 86 – písnička: Ten dělá to a ten zas tohle – Supraphon 1986
- LP 20 let Porty – písnička: Silnice se táhla – Supraphon 1986
- LP Svojšický slunovrat – písnička: Čas to vzal – Panton 1986
- LP Hop Trop na Petynce – Panton 1987
- LP Porta 87 – písnička: Jonatán – Supraphon 1987
- LP Porta 89 – písnička: Sotva se narodíš – Supraphon 1989
- CD Hop Trop II. – Venkow/GZ Loděnice 1990
- CD Svátek – Lenkow records 1991
- CD Stará dobrá Porta – písnička: Klíč – ITA 1991
- CD Folková sezóna – písnička: Dvě noty půlový – GZ Loděnice 1991
- CD Hop Trop na Venkowě – Monitor 1993
- CD Veselá bída – Lenkow records 1993
- CD Proč bychom se netopili s texty Zdenka Šmída – Lenkow records 1996
- CD Prázdniny v Telči – písnička: Dál šíny zvoní – JI-HO music 1997
- CD Potvory – Monitor 1998
- CD Zlatý potlach – písničky: Dobrej vítr, Vodácká holka, Jonatán – Popron Music 1999
- CD Hop Trop BESTiální UF – Popron Music 2000
- CD Trojhlavá saň – Jumbo 2004
- CD Hop Trop live na Petynce s bonusy (reedice) – 2006
- CD Jak jsem s Hop Tropem cestoval po Austrálii – 2008
- CD Hop Trop II. – Venkow/GZ Loděnice (reedice) – 2009
- CD HOP TROP 35 let – 2015

## Zpěvníky
- AKORD 2, Ladislav Huberťák Kučera, I.díl – vydalo Lidové nakladatelství v roce 1991, ISBN 80-7022-115-1
- AKORD 3, Ladislav Huberťák Kučera, II.díl – vydal Folk a country klub v roce 1992
- Písničky do kapsy 126, Hop Trop LIVE Na Petynce – vydal Panton v roce 1988, katalogové číslo 35–066–88